# 周绍先
周绍先，清朝政治人物。
宣统三年（1911年），擔任利川知县。